# Vivian (Luizjana)
Vivian – miasto w Stanach Zjednoczonych, w stanie Luizjana, w parafii Caddo.